# Comté des Hills
Pour les articles homonymes, voir Hills.
Le comté des Hills (en anglais : The Hills Shire) est une zone d'administration locale de l'agglomération de Sydney, située dans l'État de Nouvelle-Galles du Sud en Australie, dont le chef-lieu est Castle Hill.

## Géographie
Situé dans la région au nord de Sydney, le comté s'étend sur un territoire de 386 km2 présentant une forme allongée d'environ 50 km de l'autoroute M2 au sud jusqu'au fleuve Hawkesbury au nord-ouest.

### Quartiers
- Annangrove
- Baulkham Hills (partagé avec Parramatta)
- Beaumont Hills
- Bella Vista (où se trouve le siège de Woolworths Supermarkets)
- Box Hill
- Castle Hill (partagé avec le comté de Hornsby)
- Cattai (partagé avec Hawkesbury)
- Durai (partagé avec le comté de Hornsby)
- Glenhaven (partagé avec le comté de Hornsby)
- Glenorie (partagé avec le comté de Hornsby)
- Kellyville
- Kenthurst
- Leets Vale (partagé avec Hawkesbury)
- Lower Portland (partagé avec Hawkesbury)
- Maraylya (partagé avec Hawkesbury)
- Maroota (partagé avec le comté de Hornsby)
- Middle Dural (partagé avec le comté de Hornsby)
- Nelson
- North Kellyville
- North Rocks (partagé avec Parramatta)
- Norwest
- Rouse Hill (partagé avec Blacktown)
- Sackvile North
- South Maroota
- West Pennant Hills (partagé avec le comté de Hornsby)
- Winston Hills (partagé avec Parramatta)
- Wisemans Ferry (partagé avec le conseil de la Côte centrale, Hawkesbury et le comté de Hornsby)

## Histoire
Cette région de collines, d'où son nom, commence à être explorée par les Européens à partir des années 1800, alors qu'elle est habitée par le peuple Darug. Des exploitations agricoles s'y développent au cours du XIXe siècle, suivies de villages et de bourgs. En 1902, un premier tramway reliant Parramatta à Baulkham Hills est mis en service. Le comté est créé le 6 mars 1906 sous le nom de Baulkham Hills. En 2008, il prend le nom de comté des Hills.
En 2015, dans le cadre du regroupement des zones administratives, différents projets de fusion du comté avec des zones adjacentes sont proposés. En 2016, le ministre des collectivités locales de Nouvelle-Galles du Sud décide finalement de détacher une partie du comté située au sud de l'autoroute M2 pour la rattacher à la ville de Parramatta. La superficie du comté est ainsi réduite de 405 km2 à 386 km2.

## Démographie
La population, qui s'élevait à 169 872 habitants en 2011, a baissé à 157 243 habitants en 2016 en raison des modifications des limites du comté.

## Politique et administration
La ville comprend quatre subdivisions appelées wards. Le conseil municipal comprend le maire, élu directement, et douze membres élus, à raison de trois par ward, pour quatre ans. Après les élections du 4 décembre 2021, les libéraux détiennent la majorité absolue avec 9 sièges, dont celui du maire, les travaillistes en ont 3, auxquels s'ajoute un vert.

### Liste des maires
| Période          | Période       | Identité       | Étiquette | Qualité |
| ---------------- | ------------- | -------------- | --------- | ------- |
| septembre 2017   | décembre 2021 | Michelle Byrne | Libéral   |         |
| 21 décembre 2021 | En cours      | Peter Gangemi  | Libéral   |         |

## Transports
Le sud du comté des Hills est traversé d'est en ouest par l'unique ligne du métro de Sydney et est desservi par six stations.